# Ibai Gómez
Ibai Gómez Pérez (Bilbao, 11 november 1989) is een Spaans voetballer die doorgaans als linksbuiten speelt. Hij verruilde Deportivo Alavés in januari 2019 voor Athletic Bilbao, waarvoor hij ook tot juli 2016 al speelde.

## Clubcarrière
Ibai Gómez komt uit de jeugdopleiding van Santutxu, waarmee hij één seizoen in de Baskische regionale competitie speelde. Tijdens het seizoen 2009/10 speelde hij voor Sestao, dat toen actief was op het derde hoogste niveau in Spanje. Op 4 juni 2010 tekende Gómez een tweejarig contract met optie op twee seizoenen extra bij Athletic Bilbao. In zijn eerste seizoen speelde hij vooral bij Bilbao Athletic, de satellietclub van de Basken. Op 17 oktober 2010 debuteerde hij voor Athletic Bilbao in de Primera División tegen Real Zaragoza. Hij viel in na 67 minuten maar werd al na drie minuten van het veld gedragen met een zware knieblessure, waardoor hij zes maanden uit de roulatie was. Gómez scoorde twee doelpunten voor Athletic Bilbao in de Europa League campagne tijdens het seizoen 2011/12, waarmee hij een aandeel had in het bereiken van de finale. In die finale mocht hij invallen aan de rust maar kon hij niet vermijden dat zijn club met 3-0 verloor van Atlético Madrid. Op 17 november 2012 maakte hij zijn eerste competitiedoelpunt, tegen Real Madrid. Tijdens het seizoen 2012/13 brak hij definitief door, met vier doelpunten in 34 competitiewedstrijden.
1 Simón ·
3 Vivian ·
4 Paredes ·
5 Álvarez ·
6 Vesga ·
7 Berenguer ·
8 Sancet ·
9 I. Williams ·
10 Muniain  ·
11 N. Williams ·
12 Guruzeta ·
13 Agirrezabala ·
14 D. García ·
15 Lekue ·
16 Ruiz de Galarreta ·
17 Berchiche ·
18 De Marcos ·
19 García de Albéniz ·
20 Villalibre ·
21 Herrera ·
22 R. García ·
23 Nolaskoain ·
24 Prados ·
29 Ares ·
30 Gómez ·
Coach: Valverde